# Долорес Ъмбридж
Долорес Ъмбридж (на английски: Professor Dolores Umbridge) е измислена героиня от поредицата на Джоан Роулинг „Хари Потър“. Тя е заместник-министър на магията, през петата година на Хари Потър в „Хогуортс“ е главен инквизитор на училището, а след това за кратко и негов директор и учител по Защита срещу Черните изкуства. В седмата книга, тя става и началник по регистрация на мъгълокръвните магьосници в Министерството на магията.
Участва в пети и седми филм – първа част от поредицата „Хари Потър“. Ролята ѝ във филма се изпълнява от Имелда Стаунтън.
Във филма проф. Ъмбридж е чистокръвна магьосница от Министерството на Магията, изпратена в Хогуортс, за да попречи на Албус Дъмбълдор да събере войнство и да се изправи срещу Корнелиус Фъдж (министър на магията), което той всъщност няма намерение да прави. Участието ѝ в този филм приключва, като е отнесена от кентаврите в Забранената гора, а по-късно я виждаме в Болничното крило. В седми филм Долорес Ъмбридж е министерска служителка, разпитваща нечистокръвните магьосници. Именно тя носи медальона, превърнат в хоркрукс от Лорд Волдемор.